# ハロー!プロジェクト・キッズ
ハロー!プロジェクト・キッズは、ハロー!プロジェクト・キッズ オーディションの合格者全員の総称である（文脈によっては定義が異なる場合もある。後述）。

## 略歴
ハロー!プロジェクト・キッズ（以下「キッズ」）が誕生するきっかけとなったハロー!プロジェクト・キッズ オーディションは、応募対象を小学生に限定したハロー!プロジェクト（以下「ハロプロ」）のオーディションである。このオーディションは2002年3月から開始。27,958名の応募者を集め、同年6月30日に放送されたテレビ東京系列の番組「ハロー!モーニング。」（生放送）で最終選考に残った15名全員を合格とした。この15名がキッズである。
同様のオーディションとして、2004年にハロプロ エッグ オーディション2004が開催されているが、そのオーディションの合格者はハロプロエッグと称されていた。また、2006年に開催されたアップフロントグループ『エッグ』オーディションと翌2007年以降開催されているアップフロントエッグオーディションも同様である。
このオーディションは小学生限定（実際の合格者は1 - 5年生）だったため、レッスンのために東京都内に通える（=東京近郊在住である）事が条件とされた（ハロプロエッグも同様）。また、キッズとなった後もコンサートやイベントへの出演を週末および春・夏・冬休みや連休などに集中させ、なおかつ学校行事を最優先させるなど、学業を優先した活動を行っている。

### Berryz工房結成まで
2003年上半期までハロプロのコンサートやモーニング娘。との共演映画に出演していたが、同年夏から秋にかけてモーニング娘。（当時）の矢口真里を中心とした「ZYX」と、同じくモーニング娘。の田中れいなを中心とした「あぁ!」がそれぞれ結成され、前者に5人、後者に2人のキッズが参加した。両ユニットはこの年限りの活動となったが、この2組の試行を経て、2004年、初のキッズ内ユニットである「Berryz工房」がスターティングメンバー8人で始動。同年1月14日のファンクラブイベントで御披露目され、3月3日にデビューした。このうち、メンバーの1人である石村舞波は翌2005年10月2日の同ユニットのコンサートツアー最終日で同ユニットおよびハロプロを卒業すると同時に芸能界を引退した。

### ℃-ute結成から
一方、Berryz工房のスターティングメンバーでない7人は、同年6月11日からの安倍なつみコンサートツアー出演時につんく♂により「℃-ute」と命名された。これによってキッズ内ユニットは2組となった。その後、2006年1月2日のハロプロコンサートでハロプロエッグの有原栞菜が℃-uteへ加入する事が発表され、同月28日のコンサートから正式に合流した。その後、同年10月31日に村上愛が、有原栞菜が2009年7月9日、梅田えりかが同年10月25日にそれぞれ同ユニットおよびハロプロを脱退・卒業している。
さらに、2007年10月からはBerryz工房から2人（嗣永桃子・夏焼雅）、℃-uteから1人（鈴木愛理）が選抜参加し、「Buono!」を結成した。この後結成した「アテナ&ロビケロッツ」「ガーディアンズ4」、また2009年6月にチャンプルユニットとして結成されたタンポポ#・プッチモニV・ZYX-α・続・美勇伝にも選抜参加したメンバーがいる。

### 活動の終焉
2015年3月3日、Berryz工房が日本武道館のラストライブをもって無期限で活動を停止した。その内、嗣永桃子はカントリー・ガールズのプレイングマネージャーとして活動した。
2017年5月22日、Buono!が横浜アリーナのラストライブをもって活動終了、6月12日に℃-uteがさいたまスーパーアリーナのラストライブをもって解散、そして6月30日に嗣永が青海の屋外会場公演をもってカントリー・ガールズおよびハロー!プロジェクトを卒業し、芸能活動を控えるとしており、これをもって、ハロー!プロジェクト・キッズ出身者は、ハロー!プロジェクトから全員が卒業した。なお、ハロー!プロジェクト・アドバイザーとなった清水佐紀のように、グループ活動終了後もハロー!プロジェクトに関与するメンバーも存在した。

## 定義
本来、（広義）の「ハロー!プロジェクト・キッズ」は、前述の定義通りハロー!プロジェクト・キッズ オーディションの合格者15名の総称であるが、Berryz工房の結成後、これに参加しなかった7名を指すという新たな意味（狭義）が生まれる。このダブルミーニングは℃-uteの命名により解消され、「キッズ」は再び本来の意味で用いられる様になった。
℃-ute結成以後はハロプロのコンサート出演時などの公式な呼称としても使用されなくなるなど、「キッズ」という用語を所属事務所があまり使用しなくなった。
現在、Berryz工房と℃-uteの総称は「ベリキュー」と呼ばれる事が多く、「ベリキュー」が「キッズ」に代わる呼称となりつつある。この「ベリキュー」には有原が含まれる。なお、この言葉を使用したテレビ番組「ベリキュー!」が2008年3月31日から10月3日までテレビ東京とテレビ大阪で放送された。
なお、かつては所属事務所の公式サイトに「ハロー!プロジェクト・キッズ」としてのプロフィールが掲載されていたが、℃-ute結成後に「ハロー!プロジェクト・キッズ」としてのプロフィールはなくなり、同URLはそのまま℃-uteのプロフィールに使用されていた（現在はサイト全体のリニューアルにより変更）。

## メンバー

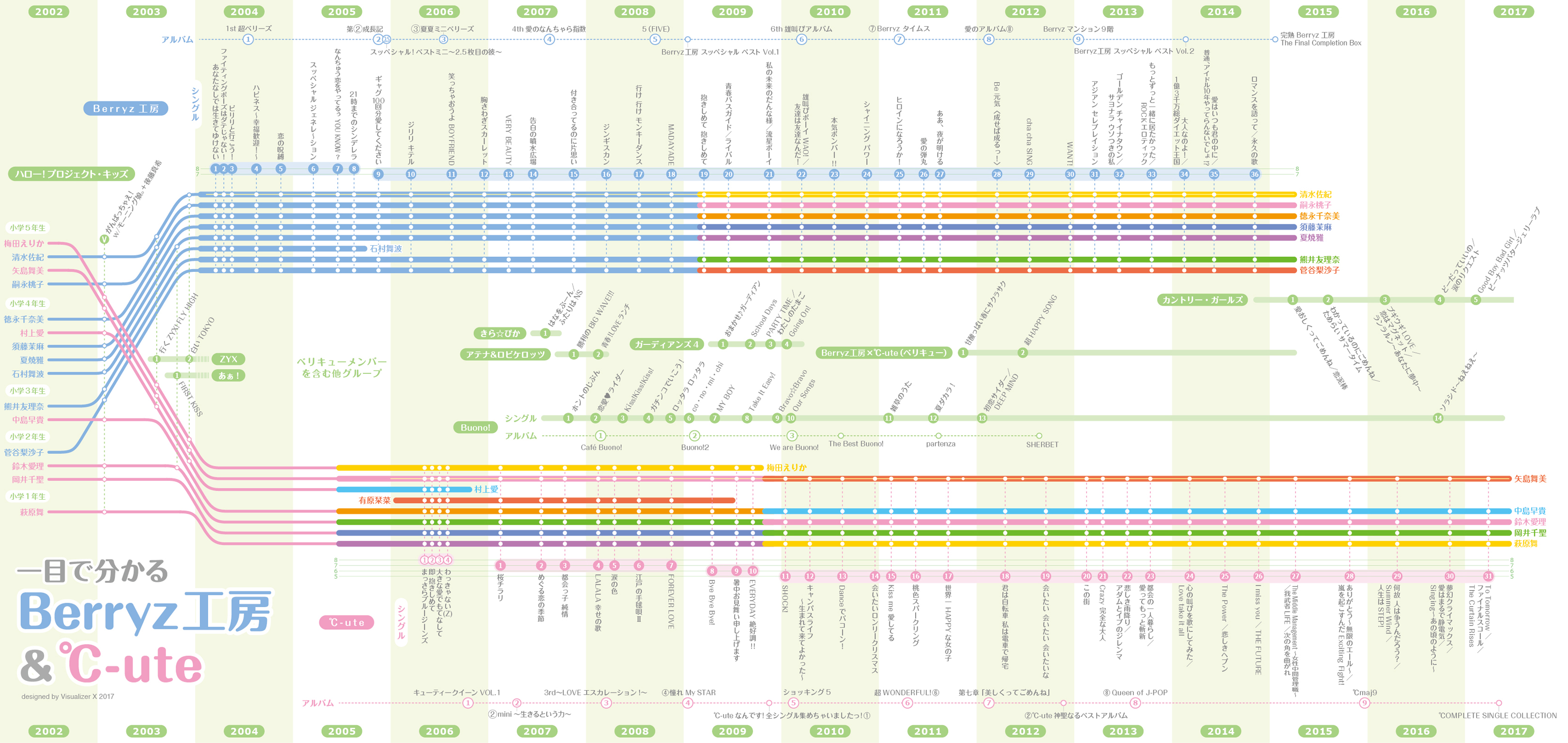
一目でわかるベリキュー

| 名前                           | 生年月日               | 所属        | 所属  | 所属           | 所属 | 所属  | 所属   | 備 考    |
| 名前                           | 生年月日               | Berryz 工房 | ℃-ute | リトルガッタス | ZYX  | あぁ! | Buono! | 備 考    |
| ------------------------------ | ---------------------- | ----------- | ----- | -------------- | ---- | ----- | ------ | -------- |
| 梅田えりか （うめだ えりか）   | 1991年5月24日（34歳）  | -           | 〇    | 〇             | 〇   | -     | -      | [ 注 4 ] |
| 清水佐紀 （しみず さき）       | 1991年11月22日（33歳） | 〇          | -     | 〇             | 〇   | -     | -      |          |
| 矢島舞美 （やじま まいみ）     | 1992年2月7日（33歳）   | -           | 〇    | 〇             | 〇   | -     | -      |          |
| 嗣永桃子 （つぐなが ももこ）   | 1992年3月6日（33歳）   | 〇          | -     | 〇             | 〇   | -     | 〇     | [ 注 5 ] |
| 徳永千奈美 （とくなが ちなみ） | 1992年5月22日（33歳）  | 〇          | -     | 〇             | -    | -     | -      |          |
| 村上愛 （むらかみ めぐみ）     | 1992年6月6日（33歳）   | -           | 〇    | 〇             | 〇   | -     | -      | [ 注 6 ] |
| 須藤茉麻 （すどう まあさ）     | 1992年7月3日（33歳）   | 〇          | -     | 〇             | -    | -     | -      |          |
| 夏焼雅 （なつやき みやび）     | 1992年8月25日（32歳）  | 〇          | -     | 〇             | -    | 〇    | 〇     |          |
| 石村舞波 （いしむら まいは）   | 1992年11月20日（32歳） | 〇          | -     | 〇             | -    | -     | -      | [ 注 7 ] |
| 熊井友理奈 （くまい ゆりな）   | 1993年8月3日（31歳）   | 〇          | -     | 〇             | -    | -     | -      |          |
| 中島早貴 （なかじま さき）     | 1994年2月5日（31歳）   | -           | 〇    | 〇             | -    | -     | -      |          |
| 菅谷梨沙子 （すがや りさこ）   | 1994年4月4日（31歳）   | 〇          | -     | 〇             | -    | -     | -      |          |
| 鈴木愛理 （すずき あいり）     | 1994年4月12日（31歳）  | -           | 〇    | 〇             | -    | 〇    | 〇     |          |
| 岡井千聖 （おかい ちさと）     | 1994年6月21日（31歳）  | -           | 〇    | 〇             | -    | -     | -      |          |
| 萩原舞 （はぎわら まい）       | 1996年2月7日（29歳）   | -           | 〇    | 〇             | -    | -     | -      | [ 注 8 ] |

## バックダンサー
ハロプロの先輩のPV・テレビ番組・イベント・コンサートにバックダンサーとして出演する。
- 後藤真希「手を握って歩きたい」（2002年5月）
  - 5人（梅田えりかおよび鈴木愛理が、キッズとして選ばれる前にアップフロントミュージックスクールの生徒として参加した。他のメンバーも同校の生徒である。）
- 藤本美貴「ブギートレイン'03」
バックダンスは次の通り4人ずつ交代で務めている。
  - PV（シングルV等に収録） 嗣永・須藤・梅田・徳永
  - ファーストライブツアー2003春 鈴木・清水・徳永・梅田
  - ミュージックステーション（テレビ朝日系）出演時 菅谷・熊井・夏焼・村上
  - HEY×3（フジテレビ系）出演時 梅田・清水・徳永・鈴木
  - ポップジャム（NHK総合）出演時 嗣永・須藤・石村・矢島
- NHK紅白歌合戦
  - 2003年：松浦亜弥「ね〜え?」に清水・村上・夏焼・須藤・石村・中島・鈴木・菅谷・岡井・萩原の10名
  - 2004年：後藤真希&松浦亜弥「冬の童謡〜メリークリスマス＆ハッピーニュー2005年」に全員
  - 2005年：「気がつけば♪好きすぎて♪盛り上がって♪LOVEマシーン!」に全員
- W「あぁ いいな!」
  - PVおよびコンサートにBerryz工房の8人（当時）
- W「ロボキッス」
  - PVにBerryz工房の8人（当時）
- ハロプロのコンサートでは演出の一環として、通常はバックダンサーが付かない曲にも参加する。

## 作品

### シングル
- ALL FOR ONE & ONE FOR ALL!（2004年12月1日、EPCE-5343/4）
  - 好きになっちゃいけない人 - 田中れいな・村上愛・鈴木愛理

### DVD
|                | タイトル                                          | 最高位 | 備考                                                                           |
| -------------- | ------------------------------------------------- | ------ | ------------------------------------------------------------------------------ |
| 2003年01月21日 | メイキング・オブ「仔犬ダンの物語」                | -位    | モーニング娘。+ハロー!プロジェクト・キッズ+後藤真希                            |
| 2003年06月18日 | ミニモニ。THE ムービー お菓子な大冒険!            | 10位   | 矢口真里とミカと辻希美と加護亜依と高橋愛とハロー！プロジェクト・キッズ主演映画 |
| 2003年06月21日 | 仔犬ダンの物語                                    | 18位   | モーニング娘。+ハロー!プロジェクト・キッズ+後藤真希主演映画                    |
| 2003年10月08日 | Hello!Project 2003 夏 ～よっしゃ!ビックリサマー!! | 4位    |                                                                                |
| 2006年02月22日 | ハローキッズ Vol.1                                | -位    |                                                                                |
| 2006年02月22日 | ハローキッズ Vol.2                                | -位    |                                                                                |

#### シングルV
|                | タイトル                 | 最高位 | 備考                                                 |
| -------------- | ------------------------ | ------ | ---------------------------------------------------- |
| 2003年01月29日 | がんばっちゃえ!/HEY!未来 | 3位    | モーニング娘。とハロー!プロジェクト・キッズ+後藤真希 |

## 出演

### テレビ番組
- ハローキッズ（2002年4月2日 - 2004年3月26日、テレビ東京） - 当初はミニモニ。等の番組だった。
- 美少女日記III（湘南瓦屋根物語） - 主演・菅谷梨沙子、ゲスト・石村舞波。
- 美少女日記III（リトルホスピタル） - 夏焼雅・村上愛・熊井友理奈。
- よろしく!センパイ（2004年1月5日 - 4月2日、テレビ東京）
- めちゃ2イケてるッ!SP（2003年10月4日、フジテレビ） - 岡女。中等部として登場。岡村先生と共に全員で「LOVEマシーン」を披露した。
- たからもの（2005年、GyaO） - 主演・安倍なつみ、村上愛。

### ラジオ番組
- ラジオドラマ「真夜中の迷走タクシー」（2005年10月30日、MBSラジオ）萩原舞

### インターネット
- 第16回ハロプロビデオチャット（2005年7月11日、ハロー!プロジェクト on フレッツ）岡井千聖・萩原舞
- 第22回ハロプロビデオチャット（2005年8月18日、ハロー!プロジェクト on フレッツ）矢島舞美・中島早貴・鈴木愛理
- 第24回ハロプロビデオチャット（2005年8月26日、ハロー!プロジェクト on フレッツ）村上愛・梅田えりか

### CM
- Jビーフ「お肉スキスキ」（2003年、日本食肉消費総合センター）萩原舞・菅谷梨沙子・熊井友理奈 （石川梨華と共演）
- アメリカンファミリー生命保険会社（アフラック）日本支社 「浦島太郎篇」（2005年）矢島舞美

### 映画
- 仔犬ダンの物語（2002年12月14日公開、東映） 岡井千聖・熊井友理奈・中島早貴・石村舞波・夏焼雅・村上愛・徳永千奈美・清水佐紀・嗣永桃子・矢島舞美・梅田えりか
- ミニモニ。じゃムービーお菓子な大冒険!（2002年12月14日公開、東映） 萩原舞・菅谷梨沙子・鈴木愛理・須藤茉麻
- ほたるの星(2004年6月5日公開 （2004年3月 山口県内のみ先行公開）、角川映画） 菅谷梨沙子・熊井友理奈・岡井千聖 2003年11月1日 - 11月9日[9]
- Promise Land〜クローバーズの大冒険〜（2004年7月17日 - 9月5日、フジテレビお台場冒険王2004で上映） 夏焼雅・徳永千奈美・清水佐紀・嗣永桃子
- ふたりはプリキュアマックスハート2 雪空のともだち（2005年12月10日公開、東映）清水佐紀（声優として）

### 舞台
- 愛華みれ主演ミュージカル「34丁目の奇跡〜Here's Love〜」（2004年11月27日 - 12月28日）村上愛・鈴木愛理ダブルキャスト、岡井千聖・萩原舞ダブルキャスト

### コンサート
- 藤本美貴ファーストライブツアー2003春 〜MIKI①〜出演（「ブギートレイン’03」バックダンス: 鈴木愛理・清水佐紀・徳永千奈美・梅田えりか）2003年3月2日 Zepp Tokyo

### プロモーションビデオ
- 後藤真希「横浜蜃気楼」 村上愛
- #バックダンサーも参照

## 備考
- 梅田えりか、鈴木愛理は、アップフロントミュージックスクールの出身である。